# Brissago

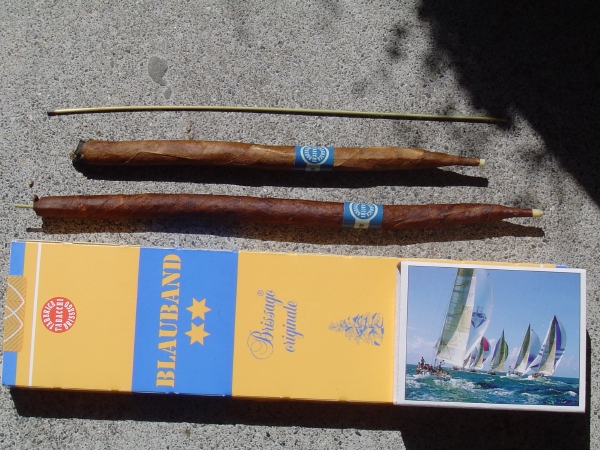
Cigare Brissago.

Vue aérienne (1946).

Brissago est une commune suisse du canton du Tessin.

## Échecs
Le Championnat du monde d'échecs classiques s'est tenu à Brissago du 25 septembre au 18 octobre 2004. Il opposa le Russe Vladimir Kramnik, tenant du titre, au Hongrois Péter Lékó dans un match de 14 parties.
Le match s'est soldé par un ex aequo 7-7 (+2 -2 =10) qui a permis à Kramnik de conserver le titre de champion du monde.
La commune a donné son nom au cigare « Brissago », fabriqué par Burger fils, fait avec du tabac fermenté et à la forme torsadée.